# Igreja Senhor dos Passos (Feira de Santana)
A Igreja Senhor dos Passos é um templo católico localizado no centro do município de Feira de Santana, na avenida Senhor dos Passos. Encontra-se como estrutura histórica tombada pelo Instituto do Patrimônio Artístico e Cultural da Bahia, órgão do governo do estado da Bahia, sob o processo n.º 018/91.

## História
A Igreja Senhor dos Passos surgiu da iniciativa do coronel Felipe Ferreira de Cerqueira, que obteve uma permissão do Arcebispo de São Salvador da Bahia para construir, ao lado da sua residência, uma capela e um cemitério, cujo padroeiro seria Senhor dos Passos. Porém, ambos foram demolidos em 1864 para que fosse construída a atual sede da Prefeitura Municipal e o terreno foi permutado por uma área de terra que ficava do outro lado da praça.
As condições da Capela se deterioraram e um comitê, presidido por José Alves Boaventura, foi organizado com objetivo de coletar recursos financeiros para a construção de um novo edifício. Este comitê também se encarregou da demolição das ruínas da antiga Capela, enquanto um projeto era desenvolvido pelo engenheiro Manoel Accioli Ferreira Silva. Quatro anos depois, uma missa foi realizada no local da nova igreja; contudo, a construção ficou mais de três anos paralisadas por causa de déficit financeiro. Apesar disso, a primeira Santa Missa foi celebrada no dia 18 de julho de 1929.
Em 1932, nove anos depois, uma segunda missa foi celebrada. A igreja permitiu a presença de público, mesmo ainda não concluída, em 1936, quando somente a Catequese e o Ofício da Paixão funcionaram. Uma torre de 25 metros de altura começou a ser construída em 1951, mas interrompida. No total, a igreja passou cerca de 53 anos em obras.
Novas obras foram feitas nos anos de 1991 e 2004; contudo, o templo foi temporariamente fechado em 2010, quando constatou que problemas estruturais prejudicavam a segurança dos frequentadores. O Instituto do Patrimônio Artístico e Cultural da Bahia (Ipac) e a Superintendência de Construções Administrativas da Bahia (Sucab) realizaram as reformas e a igreja foi enfim reinaugurada no dia 17 de julho de 2012.
Em maio de 2024, a paróquia do Senhor dos Passos foi elevada à categoria de Santuário Arquidiocesano, primeira da região metropolitana de Feira de Santana.